# Ferdinand Karapetjan
Ferdinand Karapetjan (armenisch Ֆերդինանդ Կարապետյան; * 19. Dezember 1992 in Wardenis) ist ein armenischer Judoka, der bis 2014 für Russland antrat. Er war 2018 Europameister.

## Karriere
Ferdinand Karapetjan trat bis 2016 im Halbleichtgewicht an, der Gewichtsklasse bis 66 Kilogramm. 2014 war er Dritter der russischen U23-Meisterschaften und belegte bei den russischen Meisterschaften den zweiten Platz hinter Denis Lawrentiew. 2015 belegte er beim Grand-Prix-Turnier in Taschkent den siebten Platz, nun für Armenien startend. 2016 war er Dritter beim Turnier in Samsun.
2017 wechselte Karapetjan ins Leichtgewicht, die Gewichtsklasse bis 73 Kilogramm. Bei den Europameisterschaften 2017 in Warschau schied er im Achtelfinale gegen Rustam Orujov aus Aserbaidschan aus. Nachdem er beim Weltcup-Turnier in Minsk den dritten Platz belegt hatte, schied er bei den Weltmeisterschaften 2017 in Budapest frühzeitig gegen den Israeli Tohar Butbul aus.
2018 belegte er den dritten Platz beim Grand-Slam-Turnier in Düsseldorf. Beim Grand-Slam-Turnier in Jekaterinburg erreichte er das Finale und belegte den zweiten Platz hinter dem Mongolen Tsogtbaatar Tsend-Ochir. Bei den Europameisterschaften 2018 in Tel Aviv siegte Karapetjan im Halbfinale gegen den Schweden Tommy Macias und im Finale gegen Hidayət Heydərov aus Aserbaidschan, damit war er Europameister. An den Weltmeisterschaften 2018 in Baku nahmen die Armenier nicht teil.
2019 fanden die Europameisterschaften im Rahmen der Europaspiele in Minsk statt. Karapetjan belegte den siebten Platz. Im gleichen Jahr war er Fünfter bei den Militärweltspielen. Bei den Olympischen Spielen in Tokio schied er in seinem Auftaktkampf gegen den Kasachen Zhansay Smagulov aus.